# デヴィッド・トーン
デヴィッド・トーン (David Torn、1953年5月26日 - )は、アメリカ合衆国の音楽家・ギタリストである。

## 来歴
ニューヨーク州アミティビル出身。1970年代よりECMレコード、ウィンダム・ヒル・レコード、CMPレコードからジャズ的な作品をリリースする。
それらの音楽活動を通じて単なるジャズ・ギタリストにとどまらず、様々なエフェクト技術・ループ奏法・サンプリングを試みた前衛的な作風を開花させ、その才能はジャズの世界にとどまらずむしろロック・ミュージックの世界で注目されるようになる。
1980年代にエヴリマン・バンドに参加して2枚のアルバムを発表。その後は、ミック・カーンが持つフレットレスベースの才能を見出し、様々なソロ・アルバムに参加した。一時は音楽界からの引退を考えていたミック・カーンを励まし、その後の音楽活動を支えたエピソードがある。
その後、デヴィッド・シルヴィアン、坂本龍一、デヴィッド・ボウイ等の音楽作品に参加する。ビル・ブルーフォードとトニー・レヴィンのブルーフォード・レヴィン・アッパー・エクストリミティーズでもアルバムを制作し、メンバーは作品ごとに流動的ながら、ロック・ミュージックにおける知名度を高めた。
また、映画音楽における活躍もめざましく、『悪霊喰』(2003年)、『プライド 栄光への絆』(2004年)、『Believe in Me』(2005年)、『ラースと、その彼女』(2007年)などのサウンドトラックを担当している。
そのように音楽ジャンルを超えた幅広い活動をおこないつつも、ECMレコードには現在でもとどまり、ソロ・アルバムをコンスタントに発表し続けている。
ループ奏法・サンプリング技術に関してはサンプリングCDおよびCD-ROMなど製品化されているものもあり、DTMの世界でも知られるようになる。

## ディスコグラフィ

### リーダー・アルバム
- Best Laid Plans (1984年、ECM) ※with Geoffrey Gordon
- 『クラウド・アバウト・マーキュリー』 - Cloud About Mercury (1987年、ECM)
- Door X (1990年、Windham Hill)
- Storyville (1992年、Varèse Sarabande)
- 『ポリタウン』 - Polytown (1994年、Times Square) ※with ミック・カーン、テリー・ボジオ
- 『トリッピング・オーヴァー・ゴッド』 - Tripping Over God (1995年、CMP)
- Earthbeat (1995年、Azoto/Materiali) ※with Bebo Baldan
- What Means Solid, Traveller?  (1996年、CMP)
- GTR OBLQ (1998年、Knitting Factory) ※with ヴァ―ノン・リード、エリオット・シャープ
- Oah (2000年、75 Ark) ※Splattercell名義
- AH - ReMiKSiS (2000年、75 Ark) ※Splattercell名義
- The Order (2003年、Superb) ※映画『悪霊喰』サウンドトラック。ドイツ盤は『The Sin Eater』 (2003年、Edel)
- 『プレゼンス』 - Prezens (2007年、ECM)
- 『ラースと、その彼女 オリジナル・サウンドトラック』 - Lars And The Real Girl (Music From The Motion Picture) (2007年、Milan)
- Levin Torn White (2011年) ※with トニー・レヴィン、アラン・ホワイト
- Only Sky (2015年、ECM)[1]
- Sun Of Goldfinger (2019年、ECM) ※with ティム・バーン、チェス・スミス

### エヴリマン・バンド
- 『全員音楽』 - Everyman Band (1982年)
- Without Warning (1985年)

### ブルーフォード・レヴィン・アッパー・エクストリミティーズ
- 『ブラッフォード・レヴィン・アッパー・エクストリミティーズ』 - Bruford Levin Upper Extremities (1998年)
- 『BLUEナイツ』 - B.L.U.E. Nights (1999年)